# Goshūi wakashū
Le Goshūi wakashū (後拾遺和歌集, Dernière collection glanée de poèmes japonais), parfois abrégé en Goshūishū, est une anthologie impériale de poésie waka compilée en 1086 à la demande de l'empereur Shirakawa qui avait ordonné qu'elle soit commencée en 1075. Le Goshūi wakashū a été compilé par le conservateur Fujiwara no Michitoshi (1047-1099) qui en a écrit la préface. La compilation comprend 20 volumes contenant 1 220 poèmes. La part relativement importante de poèmes écrits par des femmes caractérise cette anthologie.
Son intitulé Dernière collection vient de ce qu'elle se situe après le Shūi wakashū (Collection glanée).

## Poètes présents dans l'anthologie
- Ryōzen
- Suō no Naishi